# Gabriel Esparza Pérez
Gabriel Esparza Pérez (Pamplona, Espanya 1973) és un taekwondista navarrès, ja retirat, guanyador d'una medalla olímpica.

## Biografia
Va néixer el 31 de març de 1973 a la ciutat de Pamplona, capital de la comunitat foral de Navarra.

## Carrera esportiva
Va participar, als 27 anys, en els Jocs Olímpics d'Estiu del 2000 realitzats a Sydney (Austràlia), on aconseguí guanyar la medalla de plata en la prova masculina de pes mosca (-58 kg.) al perdre la final davant el grec Michail Mouroutsos.
Al llarg de la seva carrera ha aconseguit guanyar 2 medalles en el Campionat del Món de taekwondo, així com 4 medalles en el Campionat d'Europa de taekwondo, destacant tres ors.